# Národní kronika
Jako národní kronika je označován typ středověké kroniky, který na rozdíl od tzv. světové kroniky popisoval dějiny jednoho středověkého etnika, národa nebo státu.

## Národní kroniky vázané nagentes
Národní kroniky začaly vznikat v raném středověku, kdy se po rozpadu římské říše začaly formovat státní útvary původně barbarských kmenů a etnik, které zaplnily evropský prostor během tzv. stěhování národů. Úlohou prvních národních kronik vznikajících od 6. století byl nejen výklad dějin těchto etnik jako určité vyvážení bohatě zpracované historie římské říše, ale také jejich prokázání legitimity (vůči Římanům, kteří barbary považovali za méněcenné) a práv na určité území. Tyto první národní kroniky se takřka výlučně vždy vztahují k dějinám etnika (gens), tj. nejedná se o výklad dějin státu (jako politické jednotky na určitém území), ale o výklad dějin společenství lidí.
Mezi tyto kroniky se obvykle zahrnují:
- De origine actibusque Getarum (Jordanes; Gótové)
- poč. 7. století Historia Gothorum ( Isidor ze Sevilly; Vizigóti)
- 1. pol. 7. století Fredegarova kronika (Frankové)
- 1. po. 8. století Historia ecclesiastica gentis Anglorum (Beda Venerabilis; Anglosasové)
- 2. pol. 8. století Historia gentis Langobardorum (Pavel Jáhen; Langobardi)
- 2. pol. 6. století Historii Francorum libri decem (Řehoř z Tours; Frankové)
- 2. pol. 10. století Rerum gestatum Saxonicarum libri tres (Widukind z Corvey; Sasové)

## Národní kroniky vázané na středověký stát
Až v 11. století se objevily národní kroniky, které svým pojetím vykládají dějiny státu (např. Norska, Anglie apod.), tedy národa pevně vázaného na určité území a reprezentovaného určitými institucemi.
- 1113 Gesta principum Polonorum (Gallus Anonymus; Poláci)
- 1119–1125 Chronica Boemorum (Kosmas; Čechové)
- 2. pol. 12. století Gesta Danorum (Saxo Grammaticus; Dánové)
- Kronika polska (Vincent Kadlubek; Poláci)
- Povest vremennych let (Nestor; Kyjevská Rus)
- Gesta Hungarorum (Uhry)